# Mote con huesillos

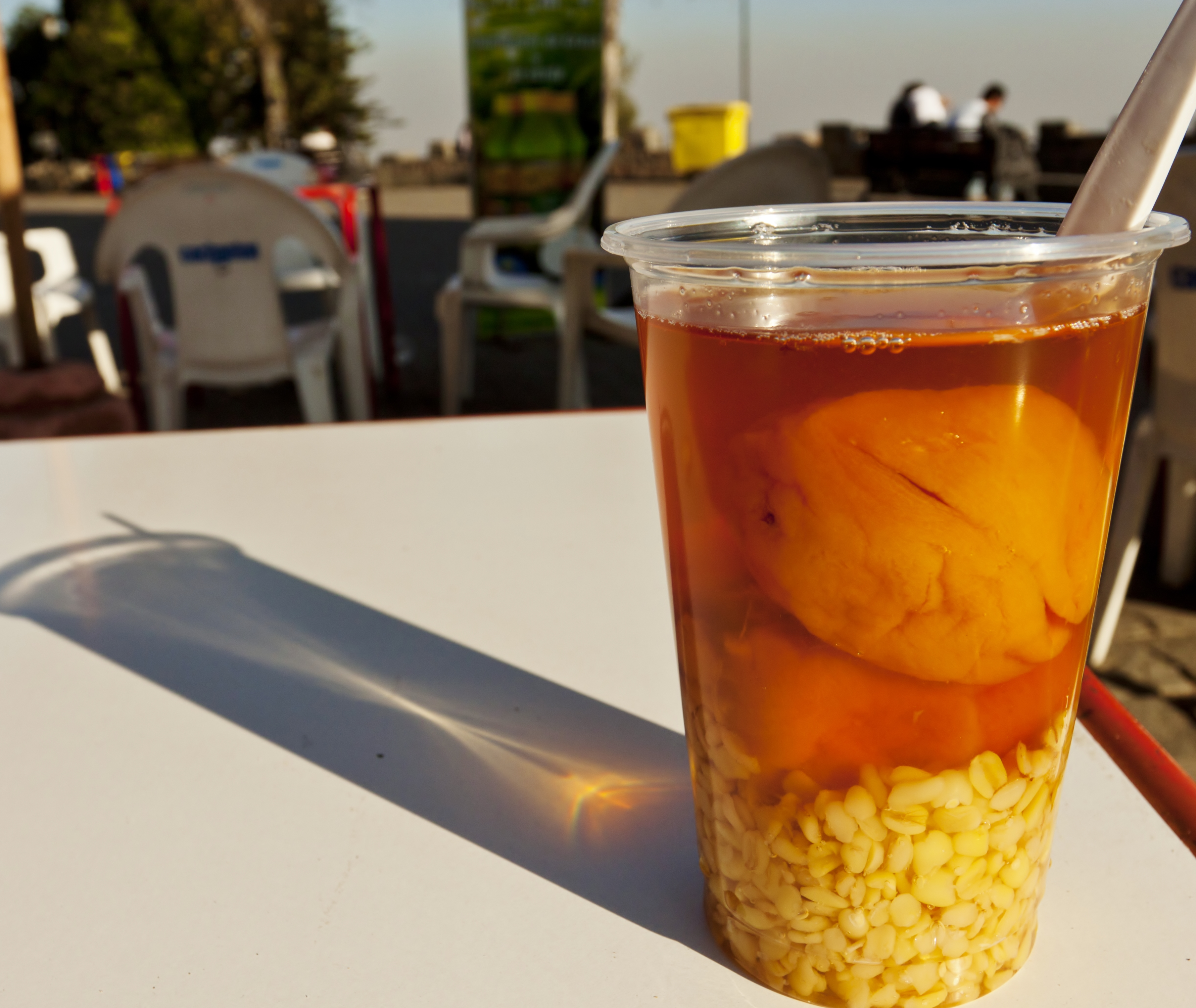
Mote con huesillos

Mote con huesillos (ˈmote kon weˈsiʎos) ist ein alkoholfreies chilenisches Getränk, das aus gesüßtem Pfirsichsaft, Weizengraupen (mote) und getrockneten Pfirsichen (huesillos) besteht.

## Herstellung
Das Erfrischungsgetränk wird durch Rehydrierung und Kochen der getrockneten Pfirsiche in Wasser mit Zimt gewonnen. Die charakteristische Farbe ist auf den zugesetzten unraffinierten Zucker Panela zurückzuführen. Gelegentlich werden Orangenschalen und Nelken hinzugefügt. Manchmal werden statt der getrockneten Pfirsiche auch getrocknete Pflaumen verwendet, aber diese Variante ist weniger beliebt. Da getrocknete Pfirsiche oft nicht erhältlich sind, werden heutzutage häufig auch Dosenpfirsiche verwendet. In der Vergangenheit wurde der Zucker häufig durch Honig ersetzt. Das Getränk wird in einem hohen Glas zusammen mit den gekochten Weizengraupen und einem Löffel zum Auslöffeln serviert.

## Verbreitung

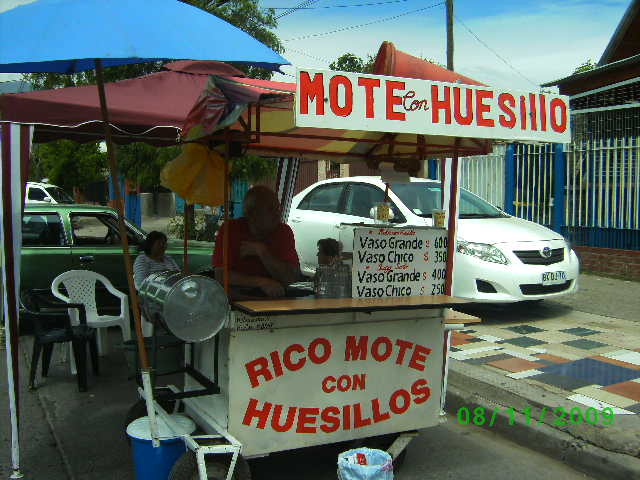
Verkaufsstand mit Mote con huesillos

Das Getränk wird in der Regel an Ständen oder Karren auf den Straßen Zentralchiles, aber auch im Norden und Süden des Landes verkauft und ist im Sommer und vor allem zum chilenischen Nationalfeiertag ein sehr beliebtes Getränk.
Häufig wird das Getränk auch zu Hause für den privaten Konsum zubereitet. In Chile sind die Weizengraupen und getrockneten Pfirsiche leicht erhältlich, sodass sie nur noch rehydriert werden müssen.